# Kanton La Presqu’île
Der Kanton La Presqu’île ist seit 2015 eine französische Verwaltungseinheit im Arrondissement Bordeaux im Département Gironde in der Region Nouvelle-Aquitaine; sein Hauptort ist Ambarès-et-Lagrave. 

## Gemeinden
Der Kanton besteht aus neun Gemeinden mit insgesamt 54.510 Einwohnern (Stand: 1. Januar 2022) auf einer Gesamtfläche von 146,96 km²:
| Gemeinde                   | Einwohner 1. Januar 2022 | Fläche km² | Dichte Einw./km² | Code INSEE | Postleitzahl |
| -------------------------- | ------------------------ | ---------- | ---------------- | ---------- | ------------ |
| Ambarès-et-Lagrave         | 17.298                   | 24,76      | 699              | 33003      | 33440        |
| Ambès                      | 3.291                    | 28,85      | 114              | 33004      | 33810        |
| Beychac-et-Caillau         | 2.608                    | 15,62      | 167              | 33049      | 33750        |
| Carbon-Blanc               | 8.342                    | 3,86       | 2.161            | 33096      | 33560        |
| Sainte-Eulalie             | 4.922                    | 9,08       | 542              | 33397      | 33560        |
| Saint-Loubès               | 10.057                   | 25,07      | 401              | 33433      | 33450        |
| Saint-Louis-de-Montferrand | 2.097                    | 10,80      | 194              | 33434      | 33440        |
| Saint-Sulpice-et-Cameyrac  | 4.879                    | 15,04      | 324              | 33483      | 33450        |
| Saint-Vincent-de-Paul      | 1.016                    | 13,88      | 73               | 33487      | 33440        |
| Kanton La Presqu’île       | 54.510                   | 146,96     | 371              | 3326       | –            |